# District de Dongying
Le district de Dongying (东营区 ; pinyin : Dōngyíng Qū) est une subdivision administrative de la province du Shandong en Chine. Il est placé sous la juridiction de la ville-préfecture de Dongying.